# طلال أكبر بكتي
طلال أكبر بُكْتِي (بالأردية: طلال اکبر بگٹی)؛ (17 مارس 1952 - 26 أبريل 2015) هو زعيم قبلي بلوشي باكستاني من قبيلة بكتي في بلوشستان ورئيس الحزب الوطني الجمهوري من عام 2006 حتى وفاته في عام 2015.

## سيرته
ولد بكتي في ديرا بكتي في 17 مارس 1952. كان طلال الطفل الرابع لنواب أكبر خان بكتي. بدأ بكتي تعليمه الرسمي في عام 1957 من خلال الانضمام إلى مدرسة ديرا بكتي، وفي عام 1958 انضم إلى مدرسة كويتا جرامر ثم في عام 1959 انضم إلى كلية أيتشيسون في لاهور. ثم حصل على درجة البكالوريوس من جامعة البنجاب في لاهور.  وهو عم برامداغ بكتي رئيس الحزب الجمهوري البلوشي.
توفي في 27 أبريل 2015 في كويتا وعمره 63 سنة.